# Plac Wielkopolski w Poznaniu

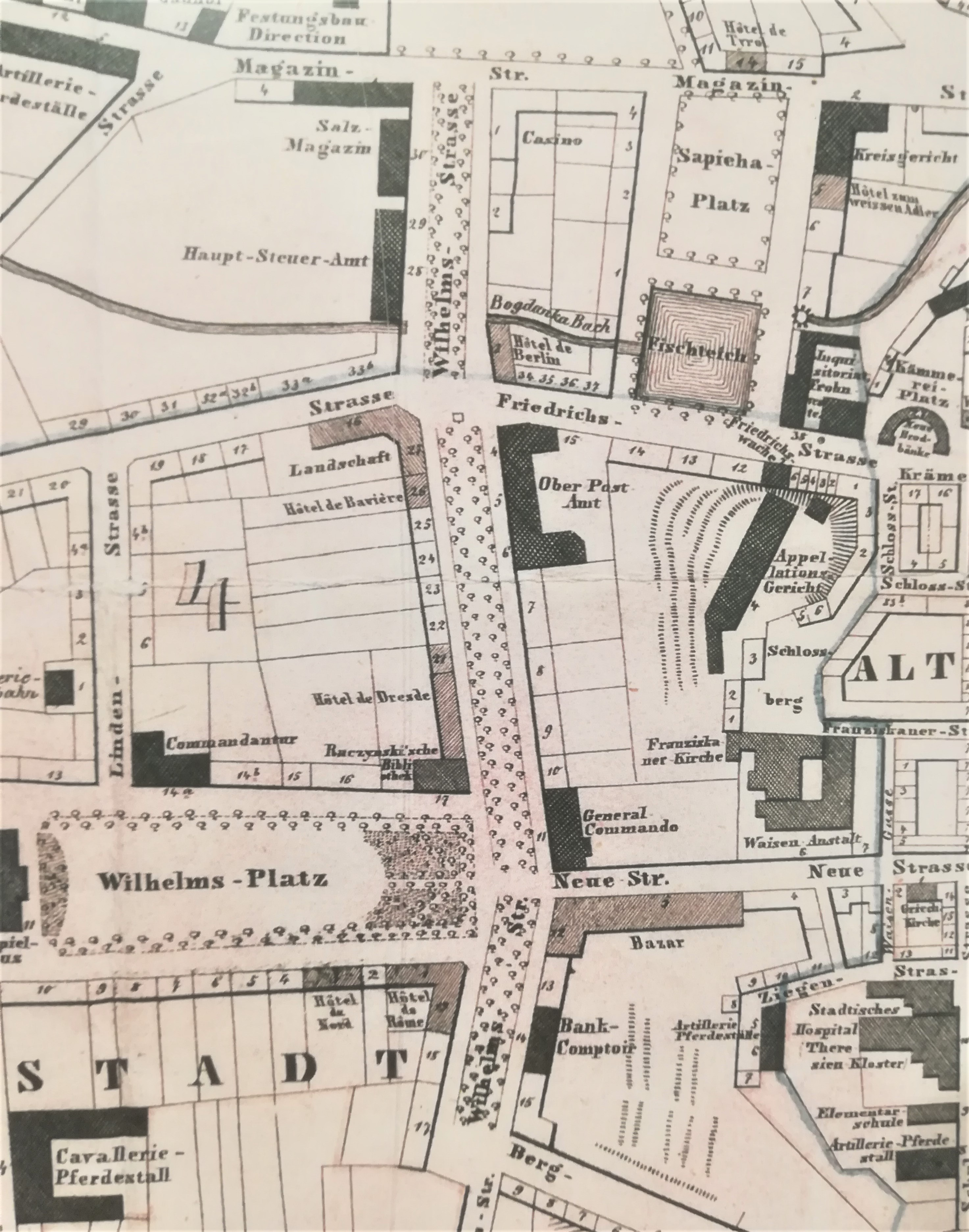
Aleje Marcinkowskiego i Plac Wielkopolski (u góry, po prawej) na planie Corvinusa z 1856

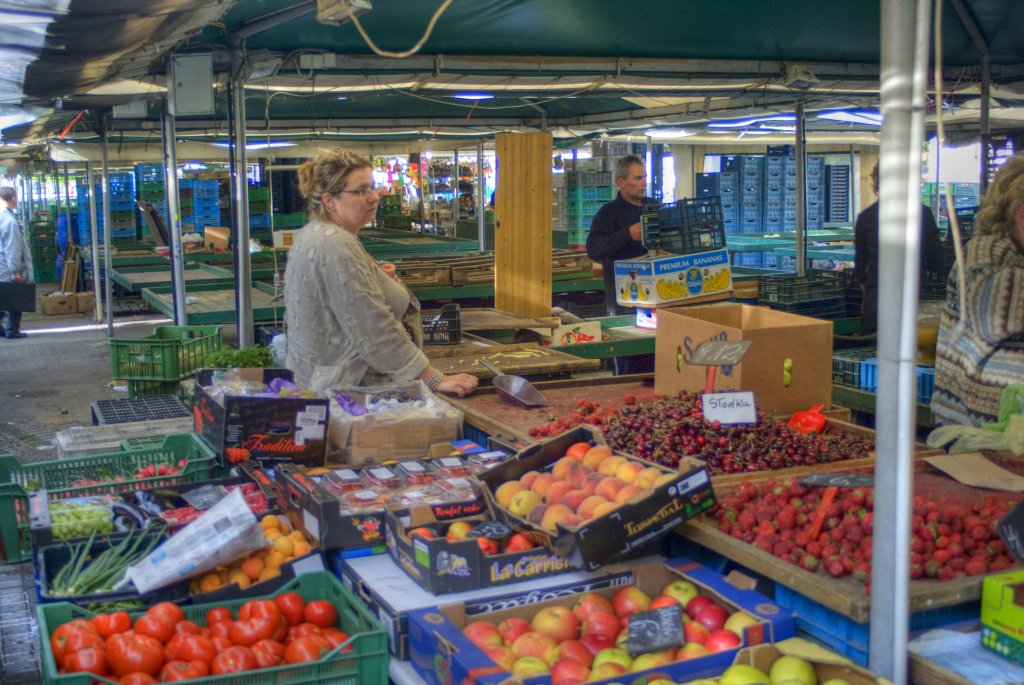
Stoisko owocowo-warzywne

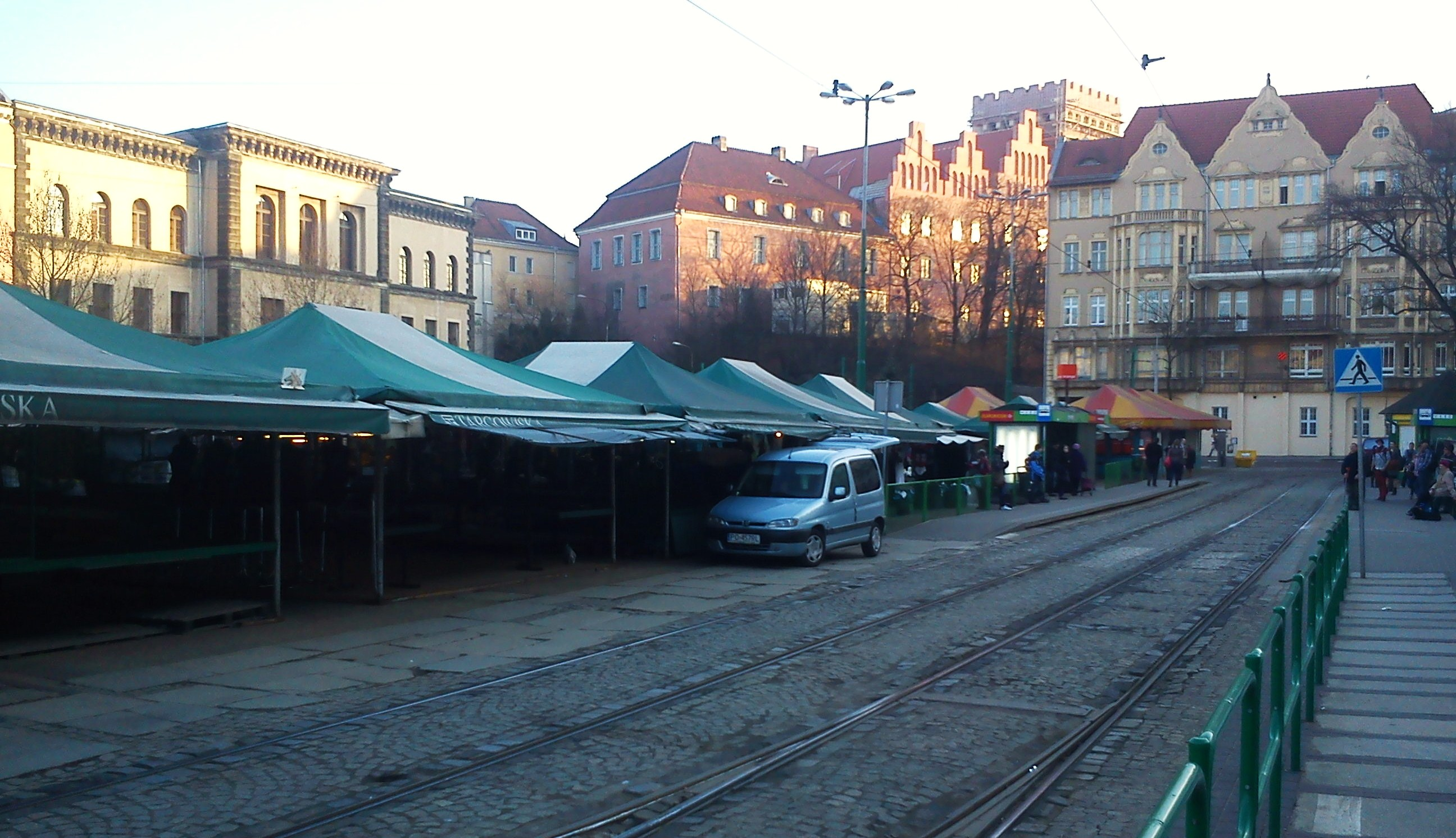
Widok z północy, w tle Zamek Królewski i Archiwum Państwowe

Plac Wielkopolski w Poznaniu (d. plac Sapieżyński) – prostokątny plac położony na terenie dawnego przedmieścia Glinki, na północ od Góry Przemysła na Starym Mieście w obrębie osiedla administracyjnego Stare Miasto w Poznaniu. Ma powierzchnię 1,54 ha.
Obecnie większą część placu zajmuje targowisko. Ułożone wokół niego torowiska tramwajowe tworzą pętlę, używaną wyłącznie w sytuacji awarii lub czasowych zmian w ruchu. Liczba taksonów drzew jest w obrębie placu większa niż krzewów (2016).

## Historia
Od czasów średniowiecznych przedmieście Glinki stanowiło teren cegielniany. W XVII i XVIII wieku funkcjonowała tu strzelnica bractwa kurkowego. W 1786 Jan Geisler nabył ten teren i otworzył jedną z pierwszych kawiarni w Poznaniu. Później ziemie te kupili Sapiehowie herbu Lis, co przyczyniło się do powstania nazwy „plac Sapieżyński”, po 1945 zmienionej na obecną. W 1800 nastąpiła regulacja placu. Do 1876 w jego południowej części istniał staw na spiętrzonej Bogdance (dziś płynącej w kanale pod placem). Był on pozostałością po młynie Krotochwila. Dziś jest tu zagospodarowany skwer. Plac był główną areną zdarzeń podczas rozruchów głodowych w 1847.
Zabytkowa zabudowa wokół placu została w większości całkowicie zniszczona podczas II wojny światowej, ostała się tylko jedna kamienica z początku XX wieku oraz pruski budynek Archiwum Państwowego, dawniej Sądu Nadziemskiego (1879–1882). Reszta zabudowy pochodzi z lat 1953–1955, kiedy to spójną koncepcję architektoniczną placu opracowali i zrealizowali architekci: Stefan Słoński, Leszek Klause, Henryk Błaszkiewicz i Henryk Kara. Historyczny układ placu, a zwłaszcza jego połączenie z dzielnicą Św. Wojciech został zniszczony w latach 70. XX wieku na skutek budowy ulicy Solnej w ramach powstającej wtedy Trasy Chwaliszewskiej (obecnie I rama komunikacyjna).
Plac w okresie PRL-u stanowił miejsce spotkań gejów, tzw. pikietę.

## Architektura socrealistyczna
Obecną, socrealistyczną zabudowę wybrano w drodze konkursu architektonicznego na zabudowę placu oraz przyległej ulicy Działowej. Projekty prezentowano na Regionalnym Pokazie Architektury w Poznaniu w 1952 i w warszawskiej Zachęcie w 1953 (I Krajowa Narada Architektów). Całość założenia zrealizowano w latach 1953–1956 w oparciu o skromne normatywy, co zaowocowało ciasnymi i mało funkcjonalnymi mieszkaniami. Docelowo architektura placu miała łączyć stary Poznań z nowym, zastosowano więc w elewacjach liczne detale o charakterze historyzującym.

## Komunikacja miejska
Przez obszar placu przebiega dwutorowa trasa tramwajowa oraz okazjonalnie użytkowana pętla. Północnym skrajem, w ciągu ulicy Wolnica, wytyczono przebieg linii autobusowych kursujących na zlecenie Zarządu Transportu Miejskiego. Według stanu na 16 lipca 2024 są to następujące połączenia:
- linie tramwajowe
  - dzienne[7]
    -  7 Ogrody ↔ Połabska
    -  8 Ogrody ↔ Miłostowo
    -  92 Pl. Wielkopolski ↔ Unii Lubelskiej
    -  97 Os. Sobieskiego ↔ Piątkowska

  - nocne[8]
    -  201 Osiedle Sobieskiego ↔ Unii Lubelskiej (nie kursuje w noce pon./wt.)
    -  202 Osiedle Sobieskiego ↔ Franowo (kursuje tylko w noce pt./sob. i sob./niedz.)

  - turystyczne[9]
    -  0 Ratajczaka ↔ 27 Grudnia (obsługiwana zabytkowym taborem)
- linie autobusowe
  - dzienne[10]
    -  160 Garbary PKM ↔ Stary Strzeszyn
    -  163 Garbary PKM ↔ Górczyn PKM

  - nocne[8]
    -  213 Dębiec PKM ↔ Mogileńska
    -  214 Junikowo PKM ↔ Radojewo
    -  223 Kacza ↔ Zieliniec
    -  224 Boranta ↔ Junikowo PKM (wybrane kursy do przystanku Plewiska/Straż Pożarna)

  - turystyczne[11]
    -  100 Poznań Główny ↔ Nowe Zoo